# Чупахівська селищна рада
Чупа́хівська се́лищна ра́да — орган місцевого самоврядування в Охтирському районі Сумської області. Адміністративний центр — селище міського типу Чупахівка.

## Загальні відомості
- Населення ради: 3 294 особи (станом на 2001 рік)

## Населені пункти
Селищній раді підпорядковані населені пункти:
- смт Чупахівка
- с. Коновалик
- с. Оленинське
- с. Софіївка

## Склад ради
Рада складається з 22 депутатів та голови.
- Голова ради: Кужель Олександр Володимирович
- Секретар ради: Маслюк Микола Миколайович

### Керівний склад попередніх скликань
| Прізвище, ім'я, по батькові   | Основні відомості                                                       | Дата обрання | Дата звільнення |
| ----------------------------- | ----------------------------------------------------------------------- | ------------ | --------------- |
| Ральцев Анатолій Миколайович  | Селищний голова, 1961 року народження, член Української Народної Партії | 26.03.2006   | 31.10.2010      |
| Боровенська Галина Миколаївна | Селищний голова, 1956 року народження, освіта вища, позапартійна        | 31.10.2010   |                 |

Примітка: таблиця складена за даними сайту Верховної Ради України

### Депутати
За результатами місцевих виборів 2010 року депутатами ради стали:

#### За суб'єктами висування
| Суб'єкт висування | Кількість обраних депутатів | %   |
| ----------------- | --------------------------- | --- |
| Самовисування     | 20                          | 100 |

#### За округами
| № округу | Прізвище, ім'я, по батькові     | Дата визнання обраним | Освіта             | Партійна приналежність | Відомості про обраного депутата                                |
| -------- | ------------------------------- | --------------------- | ------------------ | ---------------------- | -------------------------------------------------------------- |
| 1        | Ланчак Володимир Євгенійович    | 05.11.2010            | середня            | позапартійний          | тимчасово не працює                                            |
| 2        | Степанова Ніна Володимирівна    | 06.11.2010            | середня спеціальна | позапартійна           | Чупахівська селищна рада, головний бухгалтер                   |
| 3        | Чуб Наталія Вікторівна          | 05.11.2010            | вища               | позапартійна           | Чупахівська газова дільниця, оператор                          |
| 4        | Мочаліна Ольга Михайлівна       | 06.11.2010            | вища               | позапартійна           | пенсіонер                                                      |
| 5        | Сугак Діна Миколаївна           | 05.11.2010            | середня спеціальна | позапартійна           | Чупахівська дільнична лікарня, медсестра                       |
| 6        | Вакуленко Наталія Миколаївна    | 06.11.2010            | середня спеціальна | позапартійна           | Чупахівська селищна рада, директор будинку культури            |
| 7        | Ромась Вікторія Іванівна        | 05.11.2010            | середня спеціальна | позапартійна           | Чупахівська газовадільниця, оператор                           |
| 8        | Мачула Валерій Іванович         | 06.11.2010            | середня            | позапартійний          | ПСП «Ташань», різноробочий                                     |
| 9        | Барздов Сергій Миколайович      | 05.11.2010            | вища               | позапартійний          | Охтирське РВЕ, контролер                                       |
| 10       | Джишкаріані Омарі Радекович     | 06.11.2010            | середня спеціальна | позапартійний          | ПСП «Піонер», керуючий відділом                                |
| 11       | Рудаков Роман Анатолійович      | 05.11.2010            | вища               | позапартійний          | тимчасово не працює                                            |
| 12       | Колєснік Володимир Семенович    | 06.11.2010            | середня спеціальна | позапартійний          | Чупахівський БК, художній керівник                             |
| 13       | Байстрюченко Володимир Іванович | 05.11.2010            | середня спеціальна | позапартійний          | аптека, аптекар                                                |
| 14       | Маслюк Микола Миколайович       | 06.11.2010            | середня            | позапартійний          | тимчасово не працює                                            |
| 15       | Хижняк Володимир Миколайович    | 05.11.2010            | середня спеціальна | позапартійний          | ПСП «Піонер», керуючий відділом                                |
| 16       | Сугак Олег Володимирович        | 06.11.2010            | середня спеціальна | позапартійний          | приватний підприємець                                          |
| 17       | Берденко Лариса Федорівна       | 05.11.2010            | вища               | позапартійна           | Чупахівська селищна рада, соціальний працівник                 |
| 18       | Вельбой Костянтин Миколайович   | 06.11.2010            | середня            | позапартійний          | ПСП «Ташань», тракторист                                       |
| 19       | Борейко Галина Вікторівна       | 05.11.2010            | середня            | позапартійна           | Чупахівська селищна рада, начальник військово-облікового столу |
| 20       | Король Олександр Миколайович    | 06.11.2010            | середня            | позапартійний          | ПСП «Ташань», тракторист                                       |